# Курі (есмінець)
Курі (Kuri, яп. 栗) — ескадрений міноносець Імперського флоту Японії, який брав участь у Другій світовій війні.
Корабель спорудили у 1920 році на верфі ВМФ у Куре. Він належав до есмінців типу «Момі», з яких на момент вступу Японії у Другу світову війну лише 3 із 21 зберігали первісний статус, тоді як інші були списані або перекласифіковані.
Втім, спершу Курі взяв участь у Другій японо-китайській війні, яка почалась влітку 1937-го. В червні 1938-го під час битви за Ухань есмінець разом з іншими численними кораблями діяв на Янцзи та прикривав висадку десанту в Аньціні.
Станом на грудень 1941-го Курі належав до Особливої військово-морської бази Шанхай (Shanghai Special Base Force). Перші два місяці війни есмінець ніс патрульно-ескортну службу в районі Шанхаю, а 21–27 лютого 1942-го супроводив звідси конвой до затоки Лінгайєн на острові Лусон, де ще у грудні висадили головні сили вторгнення на Філіппіни. Після цього більш як два місяці Курі ніс патрульну службу в районі Манільської бухти, а також біля острова Міндоро (до першої половини травня поблизу Маніли ще тримались американські гарнізони на півострові Батаан та в острівній фортеці Корехідор). 11–15 травня корабель пройшов з Маніли до Шанхаю.
До кінця 1943 року Курі патрулював у районі Шанхаю, а також здійснив численні рейси для супроводу конвоїв між Шанхаєм і Мако (важлива база ВМФ на Пескадорських островах у південній частині Тайванської протоки). Зокрема, 21—24 грудня 1942-го Курі ескортував до Мако ешелон B конвою № 35, який мав доправити на Гуадалканал 6-ту піхотну дивізію. За необхідності корабель міг полишати звичний район, наприклад, з 31 березня по 7 квітня 1943-го він супроводив конвої до Сасебо (обернене до Східнокитайського моря узбережжя Кюсю) та назад у Шанхай. 24 червня 1943-го під час проведення конвою TA-302 з Шанхаю до Мако Курі зіткнувся з транспортом Chefoo Maru, а потім опинився на мілині. На допомогу прибуло кілька кораблів, включаючи рятувальне судно Касасіма, які здійснили проведення Курі на буксирі. Після цього до кінця серпня есмінець проходив ремонт.
З січня 1944-го Курі ніс патрульно-ескортну службу як поблизу Шанхаю, так і в районі портів Формози — Такао та Кіруну (наразі Гаосюн і Цзілун відповідно). Також з 26 лютого по 9 березня 1944-го есмінець здійснив круговий рейс до Сасебо.
З 21 по 28 квітня 1944-го Курі входив до охорони конвою «Таке № 1», який рухався із Шанхаю з завданням доправити значні військові контингенти на Мінданао та Нову Гвінею. Окрім Курі, транспорти ескортували 3 есмінці і 3 фрегати, не рахуючи більш дрібних кораблів, втім, це не завадило підводному човну потопити судно «Йосіда-Мару № 1», разом з яким загинуло близько 2600 військовослужбовців. 4—9 травня 1944-го Курі разом з конвоєм MATA-19 повернувся з Філіппін до Такао.
24 червня — 5 липня 1944-го Курі ескортував конвої з Шанхаю до Гонконгу, причому цього разу він був найбільшим серед кораблів охорони. 3—4 липня вже на підході до Гонконгу підводний човен потопив 3 з 4 транспортів, загинуло щонайменше п'ять сотень військовослужбовців. Після цього до початку жовтня Курі здійснив п'ять кругових рейсів з конвоями між Гонконгом і Такао.
21–25 жовтня 1944-го Курі супроводжував з Гонконгу до Такао конвой HOTA-01. 25 жовтня надійшло повідомлення про загибель у цьому районі ворожого підводного човна — це була американська субмарина «Танг», яка напередодні знищила всі 4 транспорти іншого конвою, а потім під час чергової атаки була уражена власною торпедою, що здійснила циркуляцію. Після цього Курі дістав наказ разом з 2 рятувальними суднами провести обстеження решток субмарини, втім, тоді це здійснити не вдалось. Протягом листопада — грудня Курі продовжував ескортні операції між Формозою, Гонконгом та Амоєм (порт на західному узбережжі Тайванської протоки), причому 15 листопада зміг встановити місце загибелі «Танг». 24—30 листопада Курі виходив сюди з водолазною експедицією, проте через погану погоду та активність ворожої авіації проникнути до субмарини не вдалось.
У другій половині березня 1945-го Курі вже перебував у районі Шанхаю, де 23 березня підірвався на міні в усті Янцзи. Втім, корабель не зазнав надто серйозних пошкоджень і вже в середині квітня зміг повернутись до ескортування локальних конвоїв біля китайського узбережжя. Наприкінці червня Курі прибув до розташованого північніше Ціндао, де й застав капітуляцію Японії.
8 жовтня 1945-го Курі провадив траління біля корейського порту Пусан, під час якого підірвався на міні та затонув.